# Drepana (geslacht)
Drepana is een geslacht van vlinders uit de familie van de eenstaartjes (Drepanidae).

## Soorten
- Drepana arcuata Walker, 1855
- Drepana argenteola Moore
- Drepana binaria (Hufnagel, 1767)
- Drepana cretacea Hampson, 1914
- Drepana cultraria (Fabricius, 1775)
- Drepana curvatula (Borkhausen, 1790) – Bruine eenstaart
- Drepana dispilata Warren, 1922
- Drepana falcataria (Linnaeus, 1758)
- Drepana grisearipennis Strand, 1911
- Drepana hyalina Moore, 1888
- Drepana micacea Walker
- Drepana pallida Moore, 1879
- Drepana rufofasciata Hampson, 1892
- Drepana subobsoleta Warren, 1922
- Drepana uncinula (Borkhausen, 1790)
- Drepana x-z-nigrum Bryk, 1942